# Тимченко, Олег Александрович
Оле́г Алекса́ндрович Ти́мченко (укр. Олег Олександрович Тимченко; 27 апреля 1978, Харьков, СССР) — украинский хоккеист, левый нападающий. Дебютировавший в ECHL 1997, 1998, 1999 годах Олег Тимченко, был в списках Драфта НХЛ, но так и не смог принять участие в Драфте. В 2015 году завершил игровую карьеру, после которой решил стать детским тренером. В сезоне 2016—2017 Олег привел свою юношескую хоккейную команду "Днепр" к золотым медалям Чемпионата Украины, также в сезоне 2015—2016, а также в 2017—2018 году завоевал серебряные медали Чемпионата Украины. В 2015, 2016, 2017 годах команда "Днепр" под руководством Олега довольно хорошо проявляла себя на аренах Беларуси.

## Карьера

### Клубная карьера
Тимченко начал карьеру в Северной Америке, выступая за клуб. Главной юниорской хоккейной лиги Квебека «Руэн-Норанда Хаскис». В свой первый сезон он провёл за сезон 70 матчей, в которых набрал 39 (22+17) очков. Следующий сезон Олег начал не столь удачно, вследствие чего был отдан в другой клуб лиги «Бэ-Комо Драккар». Несмотря на то, что «Драккар» занял последнее место в своём дивизионе, Тимченко сумел набрать 65 (33+32) очков в оставшихся 59 матчах. Продолжая показывать такую же высокую результативность и в следующем году, Олег был обратно приглашён в «Хаскис» для усиления на концовку сезона и плей-офф. Вместе с командой он сумел в плей-офф дойти до финала дивизиона.
В 1999 году Тимченко подписал контракт со своей первым профессиональным клубом. Им стал «Гринсборо Генералс», как и он, дебютировавший в ECHL. Команда заняла последнее место в Северо-восточном дивизионе, Тимченко же набрал 41 (20+21) очко в 56 играх. Следующий сезон сложился для украинца неудачно: по ходу сезона ему пришлось поиграть в трёх клубах ECHL. И если в «Гринсборо» ему удалось набрать 30 очков в 48 матчах, то в двух других командах на его счету был всего лишь один результативный балл в 16 играх.
Сезон 2001/02 Тимченко проводил уже на Родине, в клубе Украинской высшей лиги «Донбасс». Он помог «Донбассу» стать бронзовым призёром чемпионата Украины, став лучшим бомбардиром в плей-офф. Также в составе дончан он выступал и в дивизионе Б Восточно-европейской хоккейной лиги. Там он месте с командой занял третье место. Следующий сезон Тимченко провёл уже в составе другой украинской команды — «Дружба-78». Но особых успехов выступления за харьковчан ему не принесли.
В 2003 году Тимченко уехал в Нидерланды, где выступал за клуб «Херенвен Флайерз». В свой же дебютный сезон он стал обладателем Кубка Лаге Ландена, в турнире, в котором выступают клубы из Нидерландов и Бельгии. Начало следующего сезона Олег начал в клубе Белорусской экстралиги «Химволокно», но проведя за него всего четыре матча, он вернулся в «Херенвен». Вместе с командой он стал победителем Кубка вызова, а в чемпионате дошёл до финала. Сезон 2005-06 Тимченко провёл в Италии, выступая за клуб «Риттен Спорт». Как и год назад он и его команда потерпели неудачу в финале.
В сезоне 2006/07 Тимченко возвращается в Беларусь, подписав контракт с «Неманом». За 28 матчей, включая три игры плей-офф, он набрал 22 (5+17) очка. В начале сезона он провёл четыре игры за «Гомель», после чего перешёл в «Химик-СКА». Он сумел улучшить свою статистику, набрав уже 32 (15+17) очка в 27 играх. Сезон 2008/09 стал очень удачным для Тимченко. Большую часть сезона он провёл за «Химик», набрав 51 результативный балл в 39 матчей, после чего был приглашён в сильнейший клуб Беларуси «Юность-Минск». Вместе со своей новой командой он стал чемпионом Беларуси. Кроме этого, Олег стал лучшим бомбардиром регулярного сезона.
Сезон 2009/10 стал самым результативным в карьере Тимченко. В 49 матчах регулярного сезона он набрал 69 (32+37) очков. Несмотря на то, что он набрал на 10 очков больше, чем в прошлом году, ему не удалось вновь стать лучшим бомбардиром чемпионата. В споре бомбардиров он уступил партнеру по команде Александру Матерухину, вместе с которым он стал лучшим снайпером турнира. В составе «Юности» Тимченко вновь стал чемпионом Экстралиги, войдя также в символическую сборную по итогам сезона. Также в этом сезоне он стал обладателем Кубка Беларуси. В сезоне 2010/11 Тимченко в составе «Юность» вновь стал чемпионом. Если в прошлом сезоне он ударно провёл регулярный сезон, то в этом он стал одним из лидером результативности в плей-офф. В этом сезоне он также стал победителем Континентального кубка. В финальном турнире, проходившем в Минске, «Юность» одержала три победы в трёх матчах и стала двукратным обладателем трофея.
Сезон 2011/12 для Тимченко как и для «Юности» сложился неудачно: не было выиграно ни одного трофея. Олег же сезон провёл на стабильно высоком для себя уровне, набрав 43 (22+21) очка в 43 матчах. В сезоне 2012/13 Тимченко как и его команде предстояло дебютировать в ВХЛ. Уровень новой лиги для «Юности» оказался высоким: она заняла лишь 23 место из 27 и не попала в плей-офф. Тимченко провёл 28 матчей, в которых набрал 17 (6+11) результативных баллов. Концовку сезона Олег провёл в составе минского клуба «Юниор». За шесть матче за «Юниор» он набрал 8 (5+3) очков.

### Международная карьера
Тимченко дебютировал за сборную Украины на чемпионате мира 2004 года. Украинцы на этом турнире заняли 14 место, избежав вылета в первый дивизион. Тимченко так и не сумел на чемпионате набрать очков за результативность. Также как и не сумел заработать их на турнире следующего года. Сборная Украины заняла тогда 11 место.
В следующий раз Олег был призван в сборную только в 2009 году, для участия в квалификационном турнире на Зимние Олимпийские игры 2010. В своей группе украинцы ничего не сумели противопоставить сборной Латвии и заняли второе место. Тимченко набрал свои первые очки за сборную, забросив одну шайбу и отдав одну результативную передачу. Через два месяца Тимченко помогал сборной на турнире первого дивизиона мира. Результат оказался тот же — второе место. Олег записал в свой актив два гола в пяти матчах.
Турнир 2010 года стал самым результативным для Тимченко. Он набрал 9 (2+7) очков в 5 играх, но сборная вновь не сумела вернуться в ТОП-дивизион. В следующем году сборная Украины заняла уже третье место, несмотря на то, что соревнование проходило у них дома. Олег на этом турнире набрал 7 (4+3) очков в 5 матчах. Он вместе с британцем Дэвидом Кларком стал лучшим снайпером турнира.
В 2012 году Тимченко вместе со сборной потерпели неудачу в группе А первого дивизиона. Они заняли шестое место и вылетели в группу В. В феврале 2013 года Тимченко участвовал в финальной стадии квалификации Олимпийских игр в Сочи. Сборная Украина не сумела набрать хотя бы одно очко, потерпев три поражения. Тимченко поучаствовал в единственной шайбе украинцев на турнире, отдав результативную передачу.

## Статистика
| Легенда | Легенда                    | Легенда | Легенда                   | Легенда | Легенда    |
| ------- | -------------------------- | ------- | ------------------------- | ------- | ---------- |
| И       | Количество проведённых игр | Штр     | Штрафное время            | +/−     | Плюс-минус |
| Г       | Голы                       | П       | Голевые передачи          | О       | Очки       |
| -       | Статистика неизвестна      | —       | Статистика не учитывалась |         |            |

### Клубная
- a В «Регулярном сезоне» учитывается статистика игрока совместно с Мастер-раундом.
- b В «Регулярном сезоне» учитывается статистика игрока совместно с Плей-офф.

## Достижения

### Командные
| Год              | Команда          | Достижение                                            | Достижение |
| ---------------- | ---------------- | ----------------------------------------------------- | ---------- |
| 2002             | Донбасс          | Бронзовый призёр чемпионата Украины                   |            |
| 2004             | Херенвен Флайерз | Обладатель Кубка Лаге Ландена                         |            |
| 2005             | Херенвен Флайерз | Победитель Кубка вызова Нидерландов                   |            |
| 2009, 2010, 2011 | Юность-Минск     | Чемпион Беларуси (4)                                  |            |
| 2015             | Шахтёр Солигорск | Чемпион Беларуси (4)                                  |            |
| 2010, 2013       | Юность-Минск     | Обладатель Кубка Беларуси (2)                         |            |
| 2011             | Юность-Минск     | Победитель Континентального кубка                     |            |
| 2013             | Украина          | Победитель группы В Первого дивизиона чемпионата мира |            |

### Личные
| Год           | Команда          | Достижение                                                   | Достижение |
| ------------- | ---------------- | ------------------------------------------------------------ | ---------- |
| Клубные       |                  |                                                              |            |
| 2005          | Херенвен Флайерз | Лучший бомбардир Кубка Лаге Ландена                          |            |
| 2005          | Херенвен Флайерз | Лучший ассистент Кубка Лаге Ландена                          |            |
| 2009          | Юность-Минск     | Лучший бомбардир Белорусской экстралиги                      |            |
| 2010          | Юность-Минск     | Лучший снайпер Белорусской экстралиги                        |            |
| 2010, 2014    | Юность-Минск     | Попадание в Символическую сборную «A» (2)                    |            |
| 2011          | Юность-Минск     | Лучший бомбардир Кубка Беларуси                              |            |
| 2011          | Юность-Минск     | Лучший ассистент Кубка Беларуси                              |            |
| Международные |                  |                                                              |            |
| 2011          | Украина          | Лучший снайпер Первого дивизиона чемпионата мира (Группа B)  |            |
| 2013          | Украина          | Лучший бомбардир группы В Первого дивизиона чемпионата мира  |            |
| 2013          | Украина          | Лучший нападающий группы В Первого дивизиона чемпионата мира |            |